# بخش دکوریا، شهرستان بلو ارث، مینه سوتا
بخش دکوریا (به انگلیسی: Decoria Township) یک منطقهٔ مسکونی در ایالات متحده آمریکا است که در شهرستان بلو ارث، مینه‌سوتا واقع شده‌است.
 بخش دکوریا ۹۲٫۹۴ کیلومتر مربع مساحت و ۱٬۱۰۴ نفر جمعیت دارد و ۳۰۵ متر بالاتر از سطح دریا واقع شده‌است.